# Bédeilhac-et-Aynat
Bédeilhac-et-Aynat ist eine französische Gemeinde mit 195 Einwohnern (Stand 1. Januar 2022) im Département Ariège in der Region Okzitanien. Sie gehört zum Kanton Sabarthès und zum Arrondissement Foix. Zur Gemeinde gehört die Höhle von Bédeilhac – eine bemalte Karsthöhle, die der Frankokantabrischen Höhlenkunst zugeordnet wird.
Nachbargemeinden sind Montoulieu im Norden, Arignac im Osten, Surba im Südosten, Rabat-les-Trois-Seigneurs im Süden und Saurat im Westen. Das Gemeindegebiet wird vom Flüsschen Saurat durchquert.

## Bevölkerungsentwicklung

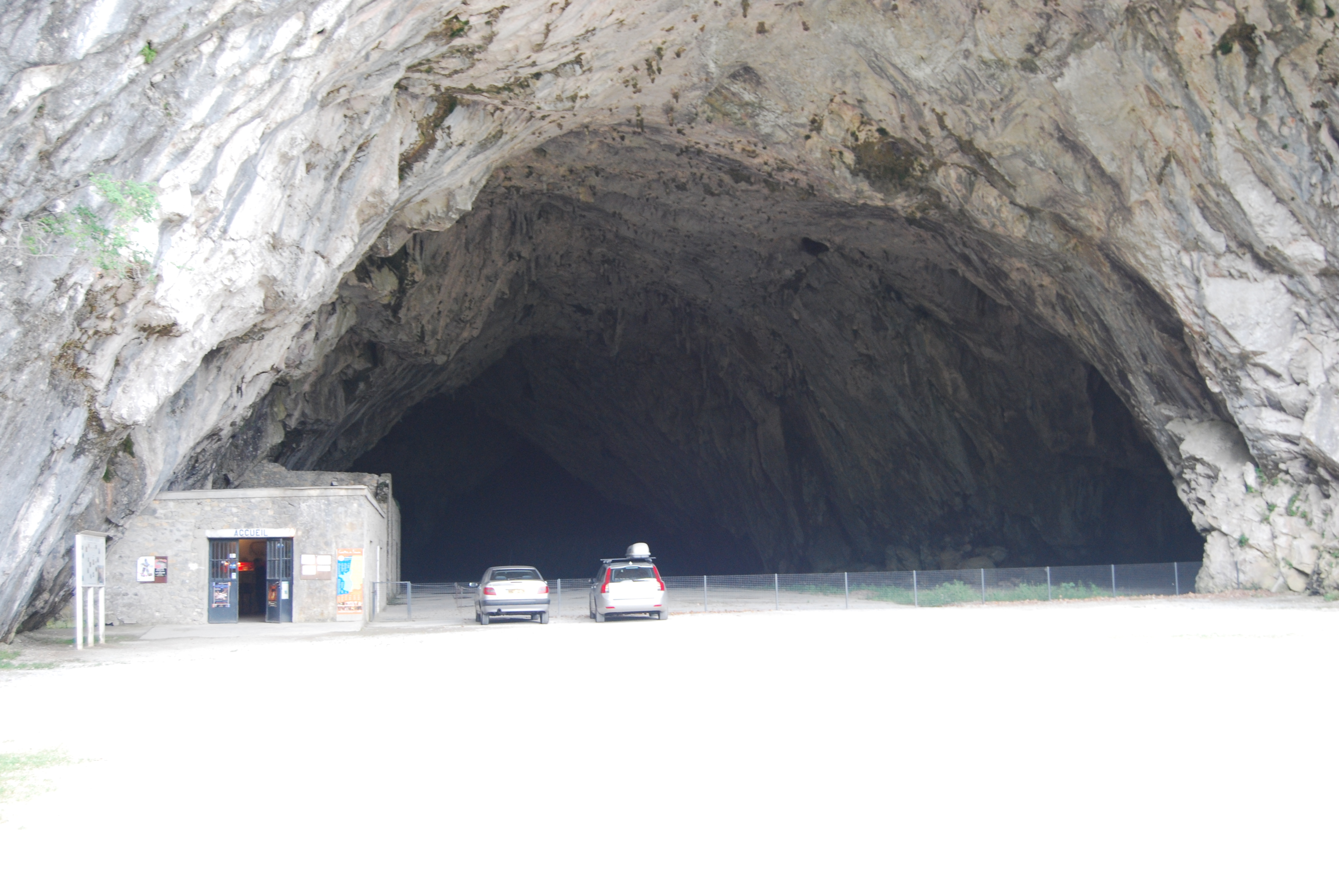
Die Höhle von Bédeilhac

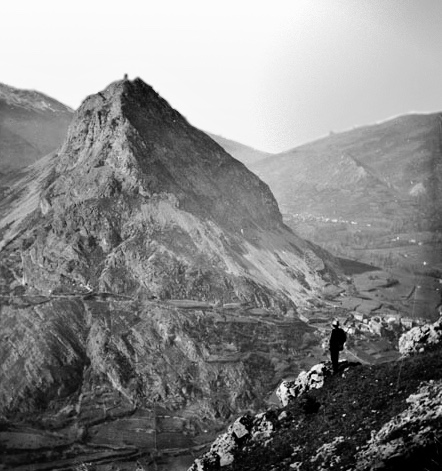
Der Rocher de Calamès, eine Erhebung bei Bédeilhac-et-Aynat

| Jahr      | 1962 | 1968 | 1975 | 1982 | 1990 | 1999 | 2008 | 2015 |
| --------- | ---- | ---- | ---- | ---- | ---- | ---- | ---- | ---- |
| Einwohner | 140  | 126  | 120  | 119  | 136  | 150  | 187  | 191  |